# Katolik (czasopismo)
Katolik – czasopismo wydawane w języku polskim w XIX wieku, znane z walki z germanizacją Śląska wydawane w latach 1868–1931. Do czasopisma tego nawiązywało pismo „Katolik” wychodzące w Opolu w latach 1954–1961.

## Początki pisma
Pismo Katolik zainicjowane zostało przez Józefa Chociszewskiego w roku 1868 w Chełmnie. Początkowo było to pismo religijno-obrazkowe skierowane dla oświaty ludu i wychodziło trzy razy w tygodniu. Pierwsze osiem numerów zawierało artykuły religijne, historyczne, botaniczne oraz z zoologii. Jednak z powodu braku środków finansowych, Chociszewski był zmuszony sprzedać pismo Karolowi Miarce, który na początku 1869 roku odszedł z redakcji „Zwiastuna Górnośląskiego”. Pierwszy numer pod redakcją Miarki ukazał się 1 kwietnia 1869 roku w Królewskiej Hucie (od 1934 roku Chorzów).
Gazeta cieszyła się na Śląsku dużą popularnością. „Katolik” ukazywał się trzy razy w miesiącu osiągając jak na owe czasy wysokie nakłady. Był drukowany w nakładzie większym od głównego organu prasowego partii Centrum „Schlesische Volkszeitung”, która osiągała nakład 5000 egz. W 1880 roku drukowano go w liczbie 6000 egzemplarzy, w 1886 w 9000, a w 1889 w nakładzie pomiędzy 8000 – 11000 egzemplarzy.
Początkowo z powodu braku wystarczających funduszy nie ukazywały się artykuły związane z polityką, gospodarką i rolnictwem. Dopiero po wpłaceniu kaucji złożonej w regencji w lipcu 1869 roku „Katolik” stał się dziennikiem politycznym o patriotycznym charakterze. Dzięki zachowaniu polskiego charakteru szybko zyskał popularność. Pomimo ataków ze strony konkurencji – a zwłaszcza „Zwiastuna” – liczba prenumerat rosła. Obok stałych rubryk takich jak: „Wiadomości polityczne”, „Z dziejów Górnego Śląska” na jego łamach drukowano powieści Karola Miarki m.in. Odpuść nam, Stary Bóg żyje, Bóg widzi. Gazeta publikowała również miesięczne dodatki do poszczególnych numerów jak np. „Rodzinę”.

## Walka z germanizacją
Zaangażowany w sprawy polityki „Katolik” zawsze stał po stronie polskiej. Sprzeciwiał się germanizacji szczególnie w okresie Kulturkampfu w latach 1878–1881. Z tego względu był narażony na represje ze strony cesarstwa. Pierwszym politycznym sukcesem było zwycięstwo popieranego przez gazetę księdza Müllera. Był on związany – z przychylną Polsce – katolicką partią Centrum, która ograniczała wpływy germanizacji. W wyborach do Reichstagu ksiądz Müllera pokonał księcia raciborskiego z partii liberalnej. Po wyborach w 1871 roku zaczęły się ukazywać artykuły piętnujące polskich posłów sprzyjających partii liberalnej, oraz apele, w których Miarka prosi o modlitwę w intencji wyzwolenia Śląska od nieprzyjaciół.
W 1872 roku Karol Miarka broniąc ludu śląskiego – nie umiejącego mówić po niemiecku – drukuje list otwarty do Ottona von Bismarcka. W liście domaga się wprowadzenia języka polskiego do szkół. Zatarg z Bismarckiem zwrócił uwagę całego ludu śląskiego na „Katolika” i pod koniec roku zanotowano znaczny wzrost prenumerat.
W związku z tymi wydarzeniami rozpoczęły się liczne prześladowania i procesy. W ciągu dwóch lat przeciwko Karolowi Miarce wystosowano 28 procesów, które finansowo obciążyły redakcję. Władze niemieckie walkę z „Katolikiem” prowadziły przez rozdawanie darmowej prasy przy kopalniach. Spotykało się to jednak z bojkotem górników. Skonfiskowano również cały 49 numer pisma.
W 1873 roku Miarka skazany na dwuletnią karę w więzieniu, oddaje pismo w ręce księdza Franciszka Przyniczyńskiego. Pismo nie zmienia swego charakteru. Nadal ukazują się w nim artykuły Miarki pisane z więzienia, między innymi deklaracja żądań dla przyszłych posłów z Górnego Śląska. Przyczyniło się to do zwycięstwa partii Centrum w wyborach w tym samym roku. Rok później redakcja „Katolika” przeniesiona została do Mikołowa. W tym samym roku przebywający na urlopie zdrowotnym Miarka podpisuje pięć numerów. Powracając do więzienia oddaje redakcję w ręce księdza Stanisława Radziejowskiego, który w niedługim czasie po objęciu pisma również zostaje skazany na więzienie. W roku 1875 pismo podpisują jeszcze ksiądz Franciszek Reszka oraz ksiądz Jan Kudzielka.
Liczne procesy przyczyniły się jednak do zwiększenia popularności pisma, którego liczba prenumerat pod koniec roku 1875 wynosiła ponad 6000. Już nigdy później nie zanotowano takiego wzrostu. Zawirowania polityczne spowodowały jednak odsunięcie się duchowieństwa od „Katolika”. W okresie powstań śląskich i plebiscytu gazeta stała się niezmiernie popularna oraz odegrała ważną rolę informacyjną. Wychodziła na Śląsku w nakładzie 22 000 egzemplarzy.

## Członkowie redakcji i współpracownicy
- Kazimierz Czapla[4]
- Paweł Dombek
- Teofil Królik
- Ks. Rudolf Lubecki[5]
- Karol Miarka
- Janina Omańkowska